# Мурфілд (Арканзас)
Мурфілд (англ. Moorefield) — місто (англ. town) в США, в окрузі Індепенденс штату Арканзас. Населення — 126 осіб (2020).

## Географія
Мурфілд розташований на висоті 95 метрів над рівнем моря за координатами 35°46′2″ пн. ш. 91°34′15″ зх. д. / 35.76722° пн. ш. 91.57083° зх. д. (35.767171, -91.570706).  За даними Бюро перепису населення США в 2010 році місто мало площу 2,91 км², уся площа — суходіл.

## Демографія
Згідно з переписом 2010 року, у місті мешкало 137 осіб у 63 домогосподарствах у складі 44 родин. Густота населення становила 47 осіб/км².  Було 68 помешкань (23/км²). 
Расовий склад населення:
| - 98,5 % — білих - 0,7 % — чорних або афроамериканців |

До двох чи більше рас належало 0,0 %. Іспаномовні складали 0,7 % від усіх жителів.
За віковим діапазоном населення розподілялося таким чином: 20,4 % — особи молодші 18 років, 57,7 % — особи у віці 18—64 років, 21,9 % — особи у віці 65 років та старші. Медіана віку мешканця становила 46,2 року. На 100 осіб жіночої статі у місті припадало 82,7 чоловіків;  на 100 жінок у віці від 18 років та старших — 81,7 чоловіків також старших 18 років.
Середній дохід на одне домашнє господарство  становив 62 044 долари США (медіана — 46 250), а середній дохід на одну сім'ю — 71 841 долар (медіана — 70 625). За межею бідності перебувало 2,5 % осіб, у тому числі 0,0 % дітей у віці до 18 років та 13,9 % осіб у віці 65 років та старших.
Цивільне працевлаштоване населення становило 96 осіб. Основні галузі зайнятості: освіта, охорона здоров'я та соціальна допомога — 34,4 %, виробництво — 21,9 %, роздрібна торгівля — 13,5 %, будівництво — 6,3 %.
За даними перепису населення 2000 року в Мурфілді проживало 160 осіб, 48 сімей, налічувалося 64 домашніх господарств і 68 житлових будинків. Середня густота населення становила близько 51,6 осіб на один квадратний кілометр. Расовий склад Мурфілда за даними перепису розподілився таким чином: 96,88 % білих, 0,62 % — корінних американців, 2,50 % — представників змішаних рас.
З 64 домашніх господарств в 31,3 % — виховували дітей віком до 18 років, 62,5 % представляли собою подружні пари, які спільно проживали, в 9,4 % сімей жінки проживали без чоловіків, 25,0 % не мали сімей. 23,4 % від загального числа сімей на момент перепису жили самостійно, при цьому 6,3 % склали самотні літні люди у віці 65 років та старше. Середній розмір домашнього господарства склав 2,50 особи, а середній розмір родини — 2,94 особи.
Населення містечка за віковим діапазоном за даними перепису 2000 року розподілилося таким чином: 23,8 % — жителі молодше 18 років, 7,5 % — між 18 і 24 роками, 25,0 % — від 25 до 44 років, 26,9 % — від 45 до 64 років і 16,9 % — у віці 65 років та старше. Середній вік мешканця склав 39 років. На кожні 100 жінок в Мурфілді припадало 90,5 чоловіків, у віці від 18 років та старше — 96,8 чоловіків також старше 18 років.
Середній дохід на одне домашнє господарство в містечкі склав 26 875 доларів США, а середній дохід на одну сім'ю — 29 167 доларів. При цьому чоловіки мали середній дохід в 21 500 доларів США на рік проти 19 722 долара середньорічного доходу у жінок. Дохід на душу населення в містечкі склав 14 248 доларів на рік. 4,2 % від усього числа сімей в окрузі і 5,2 % від усієї чисельності населення перебувало на момент перепису населення за межею бідності, при цьому 12,5 % з них були молодші 18 років.